# Младосимволисты
«Младосимволи́сты» («младшие» символисты) — Александр Блок, Андрей Белый, Вячеслав Иванов — литераторы, выступающие с первыми публикациями в 1900-е годы.

## Общие сведения
В основе платформы «младших» символистов лежит идеалистическая философия Владимира Соловьёва с его идеей Третьего Завета и пришествия Вечной Женственности. В. Соловьёв утверждал, что высшая задача искусства — «…создание вселенского духовного организма», что художественное произведение — это изображение предмета и явления «в свете будущего мира», с чем связано понимание роли поэта как священнослужителя. В этом заключено, по разъяснению А. Белого, «соединение вершин символизма как искусства с мистикой».
Материальный мир — только маска, сквозь которую просвечивает иной мир духа. Образы маски, маскарада постоянно мелькают в поэзии и прозе символистов. Материальный мир рисуется как нечто хаотическое, иллюзорное, как низшая реальность по сравнению с миром идей и сущностей.
Русские поэты с мучительной напряженностью переживали проблему личности и истории в их «таинственной связи» с вечностью, с сутью вселенского «мирового процесса». Внутренний мир личности для них — показатель общего трагического состояния мира, в том числе «страшного мира» российской действительности, обреченного на гибель, резонатор природных исторических стихий, вместилище пророческих предощущений близкого обновления.